# Acacia ammobia
Acacia ammobia — вид квіткових рослин з родини бобових, що зростає в Австралії: пд. Північна територія, Західна Австралія, Південна Австралія. Часто росте на верхніх схилах пагорбів і хребтів у піщаних або гравійних ґрунтах на верхніх схилах хребтів. Це кущ або невелике дерево з лінійними філодіями (черешки, що виконують фотосинтетичну функцію); квітки розташовані в 1 або 2 колосках на бічних пагонах, кожен колос із густо скупченими жовтими квітками; плід — лінійні стручки завдовжки 55–110 мм із темно-коричневим насінням.

## Морфологічний опис

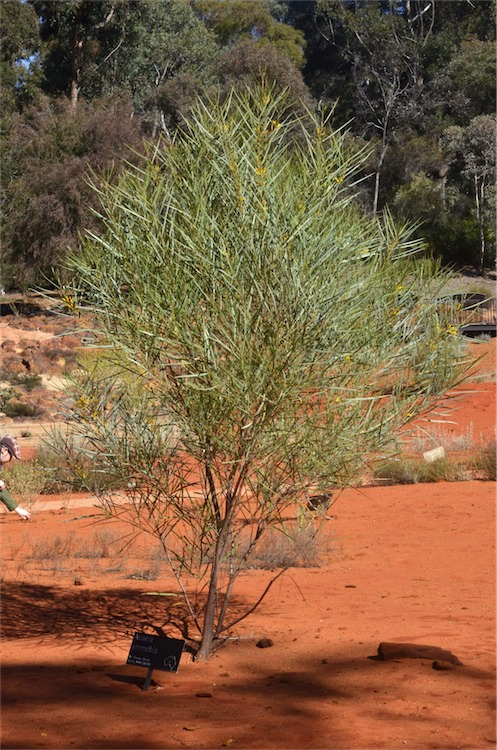

Acacia ammobia — це кущ або невелике дерево, зазвичай 1.5–7 метрів заввишки й має волокнисту кору. Філодії лінійні, плоскі, 110–270 × 4–9 мм, шкірясті, звужуються з обох кінців; на відстані 1–3 мм від основи філодії є помітна залоза. Квітки жовті, розташовані в 1 або 2 циліндричних густоквіткових 20–50 мм колосках. Цвіте з серпня по жовтень. Плід — темно-коричневий, шкірястий, лінійний стручок 55–110 × 2–3 мм, містить темно-коричневе сплощене насіння 3–4 мм завдовжки.